# Gigantophasma
Gigantophasma is een geslacht van Phasmatodea uit de familie Phasmatidae. De wetenschappelijke naam van dit geslacht is voor het eerst geldig gepubliceerd in 1898 door Sharp.

## Soorten
Het geslacht Gigantophasma omvat de volgende soorten:
- Gigantophasma bicolor Sharp, 1898
- Gigantophasma pallipes Sharp, 1898